# Німецька фізика
«Німецька фізика» («арійська фізика»; нім. Deutsche Physik, Arische Physik) — націоналістичний рух в середовищі німецьких фізиків початку 1930-х років, що виник в результаті непорозуміння і неприйняття нових фізичних теорій, нині відомих як теорія відносності і квантова механіка, тобто перш за все робіт Альберта Ейнштейна, на які був навішений ярлик «єврейська фізика» (нім. Jüdische Physik). Вперше термін був введений німецьким фізиком Філіппом Ленардом (лауреатом Нобелівської премії з фізики за 1905 рік) в заголовку його підручника «Німецька фізика в чотирьох томах» та був підхоплений іншими німецькими вченими в цьому академічному протистоянні, що відбувалося на тлі активного поширення в німецькому суспільстві ідей націоналізму і антисемітизму. Серед тих вчених особливо сприяв популяризації цих парадигм Йоганнес Штарк (нобелівський лауреат з фізики за 1919 рік), що брав активну участь в діяльності «німецьких фізиків».
У сучасному контексті термін «арійська фізика» і його різновиди можуть вживатися як евфемізм поняття «псевдонаука» — у випадках, обтяжених відповідною сегрегаційною або ізоляціоністською атрибутикою.

## Історія

### Зародження «німецької фізики»
Вперше консолідувавши навколо себе всі етнічні землі та проголосивши незалежність у 1871 році, Німеччина перетворилися на одного із найпотужніших геополітичних гравців на континентальній Європі. Протягом певного часу Німецька імперія змогла створити потужну промислову базу. Плідна співпраця між університетською системою, де вперше дослідницький талант став основним критерієм при підборі професорсько-викладацького складу, та новими промисловими дослідницькими лабораторіями була однією із причин стрімкої модернізації Німецької Імперії.  
Поразка у першій світовій війні стала для Німеччини національним приниженням та спричинила економічну катастрофу. Саме тому відбуваються поступові зміни у організації наукового процесу, що проявляються у реформуванні системи фінансування дослідницьких проєктів перспективних молодих спеціалістів. Створюється система експертних оцінок. Новизна полягає в тому, що відбувається реформування системи фінансової підтримки молодих та перспективних спеціалістів з галузі науки.
Німецька університетська система, в рамках якої здійснювалося більшість фундаментальних досліджень і готувалися молоді вчені, пручалася серйозним реформам і залишалася одним з небагатьох прихильників автократичного правління, які і перешкоджали справжнім політичним реформам у Веймарській республіці. Це призвело до утворення явища, яке Фрітц Рінгер називав «німецькими мандаринами»: академіки вдавали, що захищають аполітичну систему навчання, в той час як насправді вони активно намагалися протистояти новим демократичним порядкам, зігравши таким чином певну роль у закладанні фундаменту тріумфу націонал-соціалізму. Джонатан Харвуд застосував тезу Ф.Рінгера для науки як такої і для німецької генетики зокрема, знаходячи, що там були і «мандарини», і «аутсайдери», кожен зі своїми дослідницькими пріоритетами. Перші, прихильники традицій, були розвиненими всебічно, другі — більш прагматичні. Цей контраст в свою чергу пояснюється різницею в освіті та соціального походження: вчені, що походили з низів середнього класу або промислових кіл, які відвідували сучасні школи, зазвичай повністю зосереджувалися на конкретному предметі свого дослідження; вчені, які закінчили класичні гімназії, мали більш широкі інтелектуальні і наукові інтереси.
Неминуча політизація науки відбулась в Німеччині саме в епоху Веймарської республіки. Це почалося з широкого обговорення теорії відносності Альберта Ейнштейна. На початку кар'єри його дослідження удостоювалися досить скромної оцінки. У Берліні він отримував добре оплачувану роботу та робив свій внесок у підняття престижу Прусської академії наук, молодого товариства кайзера Вільгельма та німецької науки в цілому. Утім саме через підтримку непопулярних у тогочасному суспільстві політичних позицій (пацифізм та інтернаціоналізм) він піддавався критиці.
Теорія відносності Ейнштейна широко пропагувалася, контрастуючи з більшістю фізичних теорій, створених сучасниками німецького вченого. Під час війни британські вчені надали дані, що підтверджували теорію відносності. Згодом Ейнштейн став знаменитий, оскільки заголовки газет створювали славу і йому як особистості, малозрозумілої для обивателя науці.
Ейнштейн виділявся на фоні своїх колег, що викликало обурення з їхнього боку. Захопленість ним міжнародною спільнотою, зробила його культурним і політичним символом Німеччини. Найактивніше боролося із вагомим впливом та авторитетом Ейнштейна так зване «Товариство німецьких дослідників природи в підтримку чистої науки» («Arbeitsgemeinschaft deutscher Naturforscher zur Erhaltung reiner Wissenschaft»). Його організатором і головою був Пауль Вайланд. Вайланд вважався активістом Німецької національної народної партії та належав до її расистського крила, який вимагав виключення з партії всіх євреїв. Сам Вайланд різко критикував НННП за надмірно м'яке ставлення до євреїв і заснував «Німецько-фелькіш щомісячний журнал», на обкладинці якого була зображена свастика. Ця антисемітська діяльність бурхливо розквітла після 1921 року, а почалася вона роком раніше. Якимось чином Вайланд роздобув для свого Товариства велику суму грошей і розгорнув потужну кампанію проти теорії відносності та її автора. У газетній статті він пообіцяв премії тим вченим, які візьмуть участь в організованій ним серії доповідей, що викривають теорії Ейнштейна. Розмір премії був немаленьким — від десяти до п'ятнадцяти тисяч рейхсмарок. Вайланд публічно оголосив про майбутні двадцяти доповідях, в числі авторів яких були названі відомі фізики. Звичайно, найактивнішими з них були Філіпп Ленард та Йоганнес Штарк.
У двох консервативних німецьких фізиків Філіпа Ленарда і Йоганнеса Штарка спочатку були проблеми з розумінням деяких аспектів теорії відносності і квантової фізики, але їх полеміка з Ейнштейном носила суто науковий характер. Навряд чи вони були винятками в цьому, оскільки багато фізиків старого покоління пручалися революційним змінам, внесених Ейнштейном і іншими молодими вченими в науковий дискурс, однак виступи Ленарда і Штарка проти Ейнштейна вийшли за рамки професійно прийнятної поведінки і стали суб'єктивними, ідеологічними та расистськими, тим самим відходячи від об'єктивного пізнання наукових істин.
Під враженнями від першої світової війни, Версальського договору і Веймарської республіки, Ленард, прихильник монархізму, приєднався до антиєврейського руху. Теорію відносності і квантову механіку він відкидав як абстрактні і фантастичні теорії, Він працював над теорією ефіру, за допомогою якої намагався пояснити експеримент Майкельсона або обертання перигелію Меркурія, залишаючись в рамках раціональної класичної фізики. Кульмінацією протистояння з Ейнштейном стала публічна конфронтація на конференції природознавців і лікарів у Бад-Наугаймі 23 вересня 1920 році. У доленосному для Ленарда 1922 році він повністю переглянув свої життєві погляди. Інститут фізики був блокований студентами тому, що Ленард відмовився вивісити траурний прапор через похорони нещодавно вбитого міністра зовнішніх справ Вальтера Ратенау. Наслідком цього став арешт Ленарда. Крім того Ленард втратив в результаті інфляції весь свій статок, і в цьому ж році помер його єдиний син. В цьому ж році Ейнштейн отримує Нобелівську премію за 1921 рік за прояснення квантової природи фотоефекту, в чому істотну роль зіграли експерименти Ленарда. Після появи в 1922 році расової теорії Ганса Фрідріха Карла Гюнтера, з радістю сприйнятої Ленардом, він остаточно звернувся до націонал-соціалізму.
Ленард, і раніше відрізнявся підтримкою німецького націоналізму і антисемітизму, був першим великим німецьким вченим, який публічно 8 травня 1924 року підтримав НСДАП. В цей день в «Великонімецькій газеті» вийшла його стаття, в співавторстві з Йоганнесом Штарком, в якій обидва вчених підтримали програму партії НСДАП, а також ідеали деяких вождів партії, таких як Адольф Гітлер, Людендорф і Ернст Пенер (головного поліцмейстера Мюнхена). У 1926 р Ленард зустрівся в Гайдельберзі з Гітлером.
Публічна підтримка Ленардом націонал-соціалізму та його лідерів була явищем рідкісним серед вчених і професорів. До кінця Веймарського періоду до небагатьох шановних вчених, що активно підтримували цей рух, приєдналися Теодор Вален та Йоганнес Штарк. Вален ще на початку веймарського періоду був регіональним лідером гітлерівської Націонал-соціалістичної німецької робітничої партії. Врешті-решт, через свою нетерпимість до республіки він втратив посаду професора в Грайфсвальді і знайшов притулок в технічному університеті в Австрії. Протягом декількох останніх років перед початком панування нацистів, коли Німеччина тряслася від нескінченних політичних кампаній, Штарк закинув роботу за фахом і став націонал-соціалістичним активістом в своїй рідній землі — Баварії, займаючись написанням памфлетів і організацією мітингів.

### Період Третього Рейху
Незважаючи на підтримку таких нобелівських лауреатів, як Філіп Ленард і Йоганнес Штарк, націонал-соціалісти не вважалися покровителями науки. Незабаром після того як Гітлер прийшов до влади і почалася чистка німецьких наукових установ, іноземні вчені стали публікувати в престижних журналах типу «Nature» та «Science» листи і статті, які доводять, що Третій Рейх виступає ворогом науці і вченим. Соціологи, наприклад Роберт Мертон, вказували на очевидний парадокс: антиінтелектуальний расистський режим націонал-соціалізму широко використовував сучасну науку і сприяв її розвитку. Мабуть, ніхто не очікував, що німецька наука виживе при націонал-соціалізмі, не кажучи вже про те, що вона буде розвиватися.
До 1933 р. та на початковому етапі існування Третього Рейху наука та вчені (за виключенням Альберта Ейнштейна) не представляли великого інтересу для націонал-соціалістів і не були головним об'єктом їхньої політики. Звичайно, правління Гітлера сильно вплинула на німецьку науку та вчених, а наука та вчені, в свою чергу, зіграли важливу роль в політиці націонал-соціалізму. І хоча вчені в самій Німеччині та закордоном вважали, що національно-соціалістичний режим варто знищити, ця думка була помилковою. Наукове співтовариство безумовно зазнало впливу націонал-соціалізму, але лише доти, доки всі німці — не кажучи, в деякому сенсі, і про решту світу, — були їм зачеплені.
З точки зору перспективності національно-соціалісти розділили науку та техніку за двома категоріями: 1) дисципліни, явно корисні для Третього Рейха в ідеологічному та практичному плані (біологія, хімія, географія та техніка) 2) інші дисципліни — такі, як математика, фізика, які повинні були продемонструвати свою корисність для «нової» Німеччини. «Корисні» дисципліни треба було лише очистити від індивідів, що були противниками режиму. «Непотрібні» дисципліни зазнали б очищенню в будь-якому випадку, але вони повинні були ще й боротися за визнання і підтримку з боку держави і в зв'язку з цим були уразливими до політичних нападів.
Після приходу нацистів до влади Ленард і Штарк зрозуміли, що тепер настав час реваншу за провал їх нападок на теорію відносності десять років тому. Вони ввели такі наукоподібні терміни, як «арійська фізика», «єврейська фізика», «нордична наука», «єврейські бацилоносії», «білі євреї» та інші. Ленард і Штарк оголосили, що експериментальна фізика є «арійської фізикою», а теоретична фізика — «єврейської фізикою».
Штарк та Ленард отримали багато дивідендів внаслідок їхньої підтримки нацистів. Штарк отримав посади президента в Німецькому науково-дослідному суспільстві та Імперському фізико-технічному інституті. Він очолив структуру, яка була чи не найкраще обладнаним дослідницьких центром з фізики. Звичайно, як кваліфікований фізик, Штарк був гідний цих посад, але він їх отримав завдяки своїм політичним зв'язкам, незважаючи на опозицію з боку традиційного наукового співтовариства.
Так як і інші провідні націонал-соціалісти в різних сферах, Штарк мав намір створити свою власну імперію і в відкриту говорив про своє перетворення в «диктатора фізики». Практично це означало, що він прагнув встановити контроль над публікаціями наукових робіт з фізики і призначеннями фізиків в університетах. Однак в 1936 році Штарку і його союзникам стали перешкоджати інші, більш впливові сили всередині націонал-соціалістичного руху. Зусилля Штарка, спрямовані, зокрема, на «другу революцію» в німецькій фізиці, яка вийшла б за рамки первісної чистки державної цивільної служби, наштовхувалися на протидію чиновників в Міністерстві науки, виховання і народної освіти і СС.
Штарк швидко знайшов могутніх ворогів серед націонал-соціалістичної еліти, включаючи Адольфа Вагнера, гауляйтера Верхньої Баварії і СС. Хоча Штарк припинив фінансувати ті дослідження, які він позначав терміном «єврейська наука», в той же самий час він перешкоджав підтримки досліджень Аненербе, які він вважав ненауковими. Ця принципова позиція привела до того, що Штарка змусили відмовитися від керівництва Німецьким науково-дослідним товариством і він втратив контроль над бюджетом в Імперському фізико-технічному інституті. При одному з зіткнень Вагнеру ледь не вдалося навіть вигнати Штарка з партії.
Штарка змінив Рудольф Менцель, який був почесним членом СС і вже займав пост в Імперському міністерстві науки, виховання і освіти. Менцель вирішив спонсорувати дослідження Товариства спадщини предків, але, з іншого боку, його політика не надто сильно відрізнялася від політики його попередника. Три роки по тому Штарк звільнився з Імперського фізико-технічного інституту, зацькований і знехтуваний як своїми науковими, так і націонал-соціалістичними колегами. Саме коли Штарк побачив, що влада вислизає від нього, він вклав багато енергії і агресії в «арійську фізику». Ймовірно, найвідоміша перемога в історії арійської фізики, так зване «заміщення Зоммерфельда», знаменує пік її впливу. Штарк нападав на Вернера Гайзенберга в статтях в націонал-соціалістичної газеті «Народний спостерігач» та в тижневику СС «Чорний корпус» називаючи його «білим євреєм» і «євреєм по духу» і прагнучи перешкодити йому стати наступником Арнольда Зоммерфельда у амплуа професора теоретичної фізики в Мюнхенському університеті. Після короткої сутички перемогла арійська фізика, так як протеже Штарка Вільгельм Мюллер змінив в Мюнхені Арнольда Зоммерфельда, вчителя Гейзенберга.
Це наочний приклад того, як в окремій битві здобувається перемога, а в результаті програється вся війна. Своїми атаками на Гейзенберга і сучасну фізику Штарк спровокував СС почати перевірку політичних переконань Гейзенберга. Це також спонукало провідних фізиків, що займалися прикладними і виробничими проблемами, спробувати переконати промисловців і керівників збройних сил в тому, що політичні атаки апологетів арійської фізики ставлять під загрозу якість фізичної освіти і в кінцевому рахунку здатність Німеччини готувати техніків, інженерів і вчених на належному рівні. Їх спроби увінчалися успіхом. СС також вирішив повернути назад Гейзенберга, вважаючи його здатним підготувати наступні покоління фізиків. Після того як СС публічно реабілітував Гейзенберга, він отримав дві ще більш престижні посади: директора Інституту фізики Товариства Кайзера Вільгельма і професора Берлінського університету. Однак за це треба було платити, і надалі Гейзенберг мав усвідомлювати різницю між підтримкою наукової теорії і підтримкою вченого, який створив її. Можна було використовувати і викладати теорію відносності і квантову механіку, але Ейнштейна потрібно було критикувати або, в крайньому випадку, ігнорувати. Ще важливіше, ймовірно, той факт, що рішення Гейзенберга і його колег працювати всередині системи означало їх неминуче співробітництво з нею. Оскільки націонал-соціалістична держава дала вченим-фізикам то, що вони хотіли, вони повинні були відповідати на це тим же.
У 1936 році вийшов підручник Ленарда «Німецька фізика в чотирьох томах». Він описував тільки області класичної фізики і не торкався ні квантової механіки, ні теорії відносності. Відкриття сучасної фізики пояснювалися за допомогою теорії ефіру і атомної моделі Йоганна Штарка. Ленард писав: «В дійсності наука, як і всі, що створюють люди, залежить від раси, від крові». На його думку, тільки «арійська» фізика, що є «фізикою людей нордичного типу, фізикою дослідників реальності, шукачів істини, фізикою тих, хто заснував природне випробовування …», може вважатися справжньою наукою. А все, що суперечить їй — помилкове за визначенням. У 1937 р Ленард стає членом НСДАП. У русі «німецької фізики» Ленард майже не брав участі в політичних заходах, займаючись дослідницькою роботою.
У листопаді 1940 року було укладено угоду (відоме як «Мюнхенський розмова про релігію») між представниками «німецької фізики» (Рудольфом Томашек, Альфонсом Бюлем, Людвігом Вешем і Вільгельмом Мюллером) і представниками сучасної фізики (Карлом Рамзауер, Георгом Джосс, Гансом Копферманом і Карлом Фрідріхом фон Вайцзеккер). При цьому представники «німецької фізики» повинні були визнати незаперечні факти сучасної фізики і припинити політичні нападки на них. Після цього договору «арійська фізика» втратила свій вплив. Ленард вважав, що його погляди були недостатньо представлені під час обговорення, і почав трактувати договір як відступництво від інтересів науки.

### Вплив на німецьку ядерну програму
Атомна бомба як така в Німеччині ніколи не розроблялася. Лише розроблялася наукова програма, яка передбачала дослідження всіх економічних і військових перспектив використання розщеплення атома. В рамках цієї програми на початку Другої світової війни працювали від 70 до 100 академічних вчених. Серед них був і Вернер Гейзенберг.  
Під час першої фази Великої Вітчизняної Війни, в період з 1939 року до кінця 1941 року здавалося, що Німеччина ось-ось дійде до Москви. Коли ж взимку 1941—1942 роках хід війни кардинально помінявся для нацистів, німецьке Управління по озброєнню запитало дослідників, чи можуть вони виготовити атомну зброю в такий термін, щоб вплинути на завершення війни, і вони відповіли категоричною відмовою. Таким чином, перед німецьким науковим співтовариством ніколи не стояло питання, створювати атомну зброю для Гітлера чи ні. Проєкт «німецької атомної бомби» може бути найкраще оцінено в порівнянні з американським аналогом. Під час «блискавичної війни» два проєкти розвивалися паралельними курсами, з невеликими винятками: німці досліджували ті ж проблеми, використовували ті ж методи, ставили ті ж завдання і отримували ті ж результати. Зима 1941—1942 рр. поклала кінець ідеї бліцкригу і ознаменувалася тим, що Німеччина оголосила війну США. Тим самим докорінно змінився політичний контекст уранових досліджень, що спонукало чиновників, відповідальних за наукову політику в Німеччині та Сполучених Штатах, незалежно один від одного вирішувати одну фундаментальну проблему: чи може атомна зброя бути створеною тією чи іншою стороною настільки швидко, щоб вплинути на результат війни?
Після того як Вернера Гейзенберга публічно реабілітували, він став бажаним лектором як в самій Німеччині, так і за кордоном. Спершу ці поїздки викликали негативну реакцію у надрах націонал-соціалістичної бюрократії, так як його лекції залишалися суто науковими і аполітичними. З одного боку, він не підтримував відкрито націонал-соціалізм, але з іншого боку, він як нобелівський лауреат і знаменитий учений був чудовим посланцем німецької культури і служив наочним доказом того, що наука і культура в Третьому Рейху можуть стрімко розвиватися. Гейзенберг представляв кращу частину націонал-соціалістичної Німеччини. Хоч і німецький фізик не був прихильником нацизму, він тим не менше постійно намагався переконати своїх колег на окупованих територіях, що перемога Німеччини у Другій світовій війні буде «меншим злом». Очевидно, що Гейзенберг працював на нацистську пропаганду несвідомо. Проте так само очевидно, що націонал-соціалістичні чиновники використовували його в пропагандистських цілях.
Під час своєї найвідомішої поїздки за кордон в 1941 році Гейзенберг зустрічався зі своїм датським колегою і вчителем Нільсом Бором, і серед іншого вони обговорювали питання про атомну зброю і відповідальності вчених за його створення. в приватній розмові з Бором Гейзенберг повідомив йому три речі: 1) німці працюють над атомною бомбою; 2) його також залучили до цієї роботи; 3) Бору слід співпрацювати з Німецьким науковим інститутом і з окупаційною владою.
Серед нових інститутів, створених під час війни, найбільш значним, безсумнівно, був військово-індустріальний університетський комплекс, заснований в Пеенемюнде для досліджень і розробки балістичних керованих ракет, названих «Фау-2». Незабаром після приходу нацистів до влади армія захопила контроль над ракетними дослідженнями, успішно придушила всіх потенційних конкурентів в Німеччині.
У перші роки війни керівники проєкту армійський офіцер Вальтер Дорнбергер і молодий інженер Вернер фон Браун спорудили велике секретне виробництво для реалізації своєї програми і уклали контракти на важливі університетські і корпоративні дослідження. На щастя для групи в Пеенемюнде, взимку 1941—1942 роках, коли становище на фронті стало несприятливим для Німеччини і виникла загроза припинення щедрої фінансової підтримки, міністр озброєння Альберт Шпеер, а потім і сам Гітлер стали палкими прихильниками ракетної зброї. Успіхи Дорнбергера і Брауна зробили ракетні проєкти сферою інтересів і для СС, який в роки війни значно розширив свій вплив. Глава СС Генріх Гіммлер в кінцевому рахунку досяг успіху в захопленні значної частини ракетної програми. Переконавши Гітлера, що виробництво ракет потрібно розмістити під землею, щоб захистити його від бомбардувань союзників, СС побудував сумнозвісний Центральний цех підземної фабрики, де для збірки останніх ракет «Фау-2» використовувалася праця в'язнів концентраційних таборів.
Німецький ракетний проєкт прискорив закінчення війни, але на користь союзників. Сама ідея створення зброї була стратегічною і навіть психологічною помилкою з боку нацистського керівництва, оскільки витрати були занадто високими. Оскільки в цей період німецька військова промисловість була менш розвинутою, ніж американська, тягар ракетного проєктування, що взяв на себе Третій Рейх, був приблизно рівноцінним тягару Мангеттенського проєкту для економіки США.